# Potácsháza
Potácsháza kulcsosház a Zempléni-hegységben. Telkibánya külterületén található, 280 méterrel a tengerszint felett. A ház megközelíthető Gönc városától a piros kereszt turistajelzésen haladva a Pálos kolostorromig (5 km), majd északkeletnek fordulva még egy kilométert kell lefelé gyalogolni a piros jelzésen (úgynevezett Rákóczi-út), vagy a Gönci-patak nagy-pataki völgyét követve az erdészeti úton, illetve Telkibányától a piros turistajelzésen, – 2 km.

## Történet
Az épület elnevezése (Pottaschenhütte) az egykori funkciójára utal: hamuzsírhutaként üzemelt a 17-19. században. A nyugati részen voltak az irodák, a számadó helység, a keleti rész volt a munkások szállása.
A későbbi erdészházat már a rendszerváltás előtt is kulcsosháznak használták, a helyi turista egyesület kezelésében. A rendszerváltás után gönci magánszemélyek vették meg, és üzemeltették tovább, megmentve ezzel a gyalogos turizmusnak az enyészettől.

## Leírás
Kis ház, 2 részre osztva külön bejárattal, hat helységgel. A volt turista egyesületi részen két szoba, konyha, a másik oldalon egy társalgó, egy szoba és egy kiskonyha található. Ezen kívül van a területen egy fészer is. Komfort nélküli. Áram sosem volt a völgyben, ivóvíz a háztól néhány lépésnyire a Juliska-forrásból volt nyerhető a 2011-es nagy árvízig, amikor is a Gönci-patak (Nagy-patak) áradása elmosta a forrást a völgyben található hidak nagy részével együtt. A hidakat azóta az erdészet helyreállította, sajnos a forrást nem. 

## Túrázóknak
Könnyen elérhető célpontok:
- Pálos kolostorrom 1 km a piros jelzésen.
- Amadé várrom 4 km a piros jelzésen.
- Telkibánya 2 km a piros jelzésen (Rákóczi-út).